# Komi-permià
El komi-permià és una llengua pèrmica del grup de les llengües ugrofineses, molt relacionada amb l'udmurt i el komi. El seu nom prové de kommu «pàtria», kom «tímal», peix tòtem de l'ètnia o komi mort «gent del Kama» en combinació amb perm o perä maa «terra llunyà». Segons xifres del 2002, la llengua komi és parlada pel 94.300 persones (72,3%) dels 125.200 komi-permians a Rússia, principalment a Permiàkia, part nord-occidental del krai de Perm.
El komi-permià amb el komi-ziriè s'escriu des del segle xvi, alternant diferents alfabets: anbur, el llatí i el ciríl·lic.
Actualment el komi-permià s'escriu amb l'alfabet ciríl·lic. Actualment consta de 35 caràcters, 33 dels quals són fonèmics i 2 en són signes: А/а, Б/б, В/в, Г/г, Д/д, Е/е, Ё/ё, Ж/ж, З/з, И/и, І/і, Й/й, К/к, Л/л, М/м, Н/н, О/о, Ӧ/ӧ, П/п, Р/р, С/с, Т/т, У/у, Ф/ф, Х/х, Ц/ц, Ч/ч, Ш/ш, Щ/щ, Ъ/ъ, Ы/ы, Ь/ь, Э/э, Ю/ю, Я/я.